# Nitocrella tirolensis
Nitocrella tirolensis is een eenoogkreeftjessoort uit de familie van de Ameiridae. De wetenschappelijke naam van de soort is voor het eerst geldig gepubliceerd in 1963 door Kiefer.